# Георгіс Павлопулос
Гео́ргіс Павло́пулос — грецький поет, представник модерністського покоління письменників Греції, художник.
Член-засновник грецької спілки письменників.

## Життєпис
Народився 22 червня 1924 року в Піргосі, невеликому містечку у західній частині на Пелопоннесу. До війни місто було досить розвиненим. Його батько мав власний ресторан, тому сім’я не мала великих матеріальних потреб. У дитинстві переніс хворобу, яка лишила по собі фізичну слабкість на все життя.
У рідному місті Павлопулос закінчив школу, після чого навчався на юридичному факультеті в  Афінському університеті. Саме в студентські роки перед поетом постав вибір – продовжити вивчення юриспруденції чи присвятити своє життя поезії. Павлопулос розглядав поезію як спосіб виявлення любові і в той же час як певну безнадію. Усвідомлюючи, що поезія є поєднанням і першого, і другого, Георгіс Павлопулос не закінчує університету, зробивши свій остаточний вибір. Він повертається до Піргосу, де починає працювати на будь-якого роду роботах, які б могли принести йому прибуток. Довгий час працював секретарем в автобусній компанії ΚΤΕΛ.
Перші його вірші були публіковані ще 1940 року у місцевій газеті Піргосу, але повноправним початком його літературного шляху можна вважати публікацію в журналі «Одіссей», який створив сам Павлопулос з деякими своїми шкільними друзями. Одним з яких був Такіс Сінопулос – відомий поет поствоєнного часу, який був близьким другом Павлопулоса. Також серед кола його друзів були художник Нікос Кахтітсіс, композитор Мікіс Сеозоракіс, новеліст Іліас Папазімітракопулос, а також Йоргос Сеферіс. У період німецької окупації журнал Павлопулоса був під підозрою місцевого гестапо, тому що деякі публікації мали антифашистські настрої та заклики до боротьби за власну свободу та незалежність.
Перша поетична збірка Георгіса Павлопулоса дістала назву «Το κατώγι» 1971 року, коли поету було вже майже 50 років. Її появі великою мірою сприяв Сеферіс, який уже був Нобелівським лауреатом на той час. Його вірші публікувалися в багатьох періодичних виданнях Піргоса та Афін. Після першої збірки, вийшло ще 6 наступних: «Το σακί» (1980), «Τα αντικλείδια» (1988), «Τριάντα τρία χαϊκού» (1990), «Λίγος άμμος» (1997), «Ποιήματα 1943–1997» (2001), «Πού είναι τα πουλιά» (2004) και «Να μην τους ξεχάσω» (2008, публікована вже після смерті поета) та його переписка з другом-лікарем, який проживав в Америці, «Γράμματα από την Αμερική» під редакцією Іліаса Папазімітракопулоса.
Павлопулос співпрацював з багатьма журналами Греції («Ο αιώνας μας», «Γράμματα και Τέχνες», «Νέο Επίπεδο», «Η Συνέχεια», «Χρονικό» та інше), а також писав для відомої грецької газети «Καθημερινή». Був одним з членів-засновників «Εταιρεία Συγγραφέων» - спілки грецьких письменників.
До того ж Георгіс Павлопулос був талановитим художником. Досить часто він вибирався з Піргосу до будинку біля моря, де він проводив час за написанням картин. За допомогою друзів, брав участь у загальногрецькій виставці живопису 1977 року.
Помер Георгіс Павлопулос 26 листопада 2008 року.

## Творчість
Поезії Павлопулоса були перекладені багатьма мовами, серед яких англійська, французька, італійська, німецька, іспанська, польська та російська.
Поет вирізнявся неповторним індивідуальним стилем. Мова його поезій не перенасичена складними художніми засобами, особливо не прикрашена та може здатись простою. Поет діє як скульптор, точними вправними рухами висікаючи свій твір, який є не менш цікавим та неповторним, ніж той, який написаний багатою мовою. Павлопулос уникає надмірної кількості метафор, епітетів, дозволяючи відразу побачити зміст поезію, а не витрактовувати його з численних символів та завуалізованих образів.
Одною із особливостей творчості Павлопулоса є важлива роль людського досвіду, власного досвіду кожної окремої людини. Сам поет говорив, що він пише про те, що сам пережив. Так, важливу роль у його творах займає війна - період німецької окупації, Громадянська війна у Греції в повоєнні часи. Він сам був свідком цих подій і, гостро переживаючи, зображував їх у своїх поезіях.
Тематика війни охоплює велику кількість поезій Павлопулоса. Він описує страждання людей, велику кількість втрат та жертв, які приносить війна. Навіть після закінчення Другої світової війни почуття безвиході не покидає поета, він все ще перебуває в темряві війни і не бачить жодного проблиску світла попереду, говорячи, що світу людині завжди загрожує смерть.
У пізніші роки своєї творчості, коли жахливі враження та спогади війни притупляються в пам’яті, Павлопулос зосереджує увагу не на світі соціальному, а на внутрішньому світі людини, її особистих бажаннях, страхах, почуттях. Основними темами в його поезіях стає кохання та смерть, де він утверджується в думці, що поезія поєднує і те, і інше. Загалом, тема кохання є одною із панівних протягом усієї творчості поета, «його вірші невинні та еротичні – поєднання, яке не часто зустрічається в сучасній поезії».